# K級潜水艦 (アメリカ海軍)
K級潜水艦 (K-class submarine) は、アメリカ海軍の潜水艦の艦級。フォアリバー造船所で4隻、ユニオン鉄工所で3隻、モラン社で1隻の計8隻が建造された。全艦が1914年に就役し、1923年に退役している。

## 同型艦
- K-1 予定艦名ハドック(1911年11月17日改称)(USS Haddock/K-1, SS-32)

　フォアリバー造船所建造　就役:1914年3月17日　退役:1923年3月7日
　予定艦名の由来はタラ科モンツキダラ属の単一種モンツキダラの英名。
- K-2 予定艦名カシャロット(1911年11月17日改称)(USS Cachalot/K-2, SS-33)

　フォアリバー造船所建造　就役:1914年1月31日　退役:1923年3月9日
　予定艦名の由来はフランス語でクジラ目マッコウクジラ類2科2属3種に属する歯鯨の総称。
- K-3 予定艦名オルカ(1911年11月17日改称)(USS Orca/K-3, SS-34)

　ユニオン鉄工所建造　就役:1914年10月30日　退役:1923年2月20日
　予定艦名の由来はマイルカ科に属するシャチの学名Orcinus orcaの種小名。
- K-4 予定艦名ウォルラス(1911年11月17日改称)(USS Walrus/K-4, SS-35)

　モラン社建造　就役:1914年10月19日　退役:1923年5月19日
　予定艦名の由来はネコ目セイウチ科の単一種海獣セイウチの英名。
- K-5 (USS K-5, SS-36)

　フォアリバー造船所建造　就役:1914年8月22日　退役:1923年2月20日
- K-6 (USS K-6, SS-37)

　フォアリバー造船所建造　就役:1914年9月9日　退役:1923年5月21日
- K-7 (USS K-7, SS-38)

　ユニオン鉄工所建造　就役:1918年12月1日　退役:1923年2月12日
- K-8 (USS K-8, SS-39)

　ユニオン鉄工所建造　就役:1914年12月1日　退役:1923年2月24日